# Катрин Деньов
Катрин Деньов (на френски: Catherine Deneuve, [katʁin dəˈnœv]) е френска актриса.
Смятана за един от най-видните символи не само на френското кино, но и на френските култура и маниери, Деньов придобива международна популярност през 60-те години на XX век с филмите „Шербурските чадъри“ и „Госпожиците от Рошфор“ на Жак Деми, и „Дневна красавица“ на Луис Бунюел.
Двукратна носителка на националната филмова награда на Франция „Сезар“ – за ролите си в „Последното метро“ на режисьора Франсоа Трюфо през 1981 г., и в „Индокитай“ на Режис Варние през 1993 г., за която е номинирана и за Оскар в категорията „най-добра актриса“.

## Биография
Катрин Дорлеак, както е истинското ѝ име, е родена на 22 октомври 1943 г. в Париж в семейството на актьорите Морис Дорлеак и Рене Симоно (родена Жана Рене Деньов). Дебютира едва на 13-годишна възраст във филма „Ученички“. По време на работата си в киното тя приема моминската фамилия на майка си за своя – Деньов (Deneuve), и я използва с цел да се разграничи от по-възрастната си сестра, Франсоаз Дорлеак, по-известната в онзи момент, която гради кариера с бащиното си име.

### Кариера
Филмът, който носи популярност на Катрин Деньов, е мюзикълът на Жак Деми от 1964 г. „Шербурските чадъри“, който я извежда до нови водещи роли, във филма на Роман Полански – „Отблъскване“, както и в класиката на Луис Бунюел „Дневна красавица“.
През 70-те години, паралелно с френското и американското, започва да се снима и в италианското кино, работейки с режисьори от ранга на Марко Ферери, Мауро Болонини и Марио Моничели и партнирайки си със звезди като Марчело Мастрояни и Джанкарло Джанини.
През 1981 г. се снима и в първия си филм с режисьора Андре Тешине, когото и до днес тя посочва като неин фаворит за снимки. Сътрудничеството между двамата продължава през годините, като до момента Катрин Денов изпълнява главната роля в 8 филма на Тешине.
През последните две десетилетия Деньов продължава да получава главни роли в значителни продукции и да създава продължителни сътрудничества с режисьори като Еманюел Берко, Франсоа Озон, Леа Доменак и др. Сред най-забележителните филми с нейно участие от този период са „Трофейна съпруга“ на Озон, „Съвсем нов завет“ на Жако Ван Дормаел, „Акушерката“ на Мартен Прово, „Жената на президента“ на Доменак.

## Избрана филмография
| година | филм                            | оригинално заглавие                 | роля                                 | режисьор         |
| ------ | ------------------------------- | ----------------------------------- | ------------------------------------ | ---------------- |
| 1960   | Парижанките                     | Les parisiennes                     | Софи                                 | Марк Алегре      |
| 1964   | Шербурските чадъри              | Les Parapluies de Cherbourg         | Женевиев Емери                       | Жак Деми         |
| 1965   | Отблъскване                     | Repulsion                           | Карол Льоду                          | Роман Полански   |
| 1967   | Госпожиците от Рошфор           | Les Demoiselles de Rochefort        | Делфин Гарние                        | Жак Деми         |
| 1967   | Дневна красавица                | Belle de jour                       | Северин Серизи                       | Луис Бунюел      |
| 1968   | Манон 70                        | Manon 70                            | Манон                                | Жан Аурел        |
| 1968   | Майерлинг                       | Mayerling                           | Мария Вецера                         | Терънс Йънг      |
| 1969   | Сирената от Мисисипи            | La Sirène du Mississipi             | Жули Русе / Марион Вергано (Бердамо) | Франсоа Трюфо    |
| 1970   | Магарешка кожа                  | Peau d’ane                          | Принцеса / „Магарешка кожа“          | Жак Деми         |
| 1971   | Това се случва само на другите  | Ça n’arrive qu’aux autres           | Катрин                               | Надин Трентинян  |
| 1972   | Лиза                            | La cagna                            | Лиза                                 | Марко Ферери     |
| 1974   | Факти за почтените хора         | Fatti di gente perbene              | Линда Мури                           | Мауро Болонини   |
| 1977   | Изгубена душа                   | Anima persa                         | Елиза Щолц                           | Дино Ризи        |
| 1980   | Последното метро                | Le Dernier Metro                    | Марион Щайнер                        | Франсоа Трюфо    |
| 1980   | Обичам ви                       | Je vous aime                        | Алиса                                | Клод Бери        |
| 1983   | Глад                            | The Hunger                          | Мириам Блейлок                       | Тони Скот        |
| 1986   | Надяваме се че е момиче         | Speriamo che sia femmina            | Клаудия                              | Марио Моничели   |
| 1992   | Индокитай                       | Indochine                           | Елиане                               | Режис Варние     |
| 1993   | Моят любим сезон                | Ma saison préférée                  | Емили                                | Андре Тешине     |
| 1996   | Крадците                        | Les Voleurs                         | Мари Леблан                          | Андре Тешине     |
| 1997   | Генеалогии на едно престъпление | Généalogies d’un crime              | Жана / Соланж                        | Раул Руис        |
| 1998   | Площад „Вандом“                 | Place Vendôme                       | Мариана Маливер                      | Никол Гарсия     |
| 1999   | Преоткрито време                | Le Temps retrouvé                   | Одет дьо Креси                       | Раул Руис        |
| 1999   | Изток - Запад                   | Est – Ouest                         | Габриел Девеле                       | Режис Верние     |
| 2000   | Танцьорка в мрака               | Dancer in the Dark                  | Кати                                 | Ларс фон Триер   |
| 2001   | Мускетарят                      | The Musketeer                       | Кралицата                            | Пи́тър Хайамс     |
| 2002   | Осем жени                       | Huit femmes                         | Габи                                 | Франсоа Озон     |
| 2002   | Близо до рая                    | Au plus pres du paradis             | Фанете                               | Тони Маршал      |
| 2008   | Коледна приказка                | Un conte de Noël                    | Жунон                                | Арно Деплешен    |
| 2010   | Трофейна съпруга                | Potiche                             | Сюзан Пюжол                          | Франсоа Озон     |
| 2015   | Съвсем нов завет                | Le tout nouveau testament'          | Мартина                              | Жако Ван Дормаел |
| 2017   | Акушерката                      | Sage femme                          | Беатрис                              | Мартен Прово     |
| 2018   | Клер Дарлинг                    | La dernière folie de Claire Darling | Клер Дарлинг                         | Жули Бертучели   |
| 2023   | Жената на президента            | Bernadette                          | Бернадет Ширак                       | Леа Доменак      |